# Июнь
Ию́нь (лат. Junius — «месяц Юноны») — шестой месяц года в юлианском и григорианском календарях, четвёртый месяц староримского года, начинавшегося до реформы Цезаря с марта. Один из четырёх месяцев длиной в 30 дней. В Северном полушарии Земли является первым месяцем лета, в Южном — первым месяцем зимы. Май предшествует июню, а июль следует за ним.

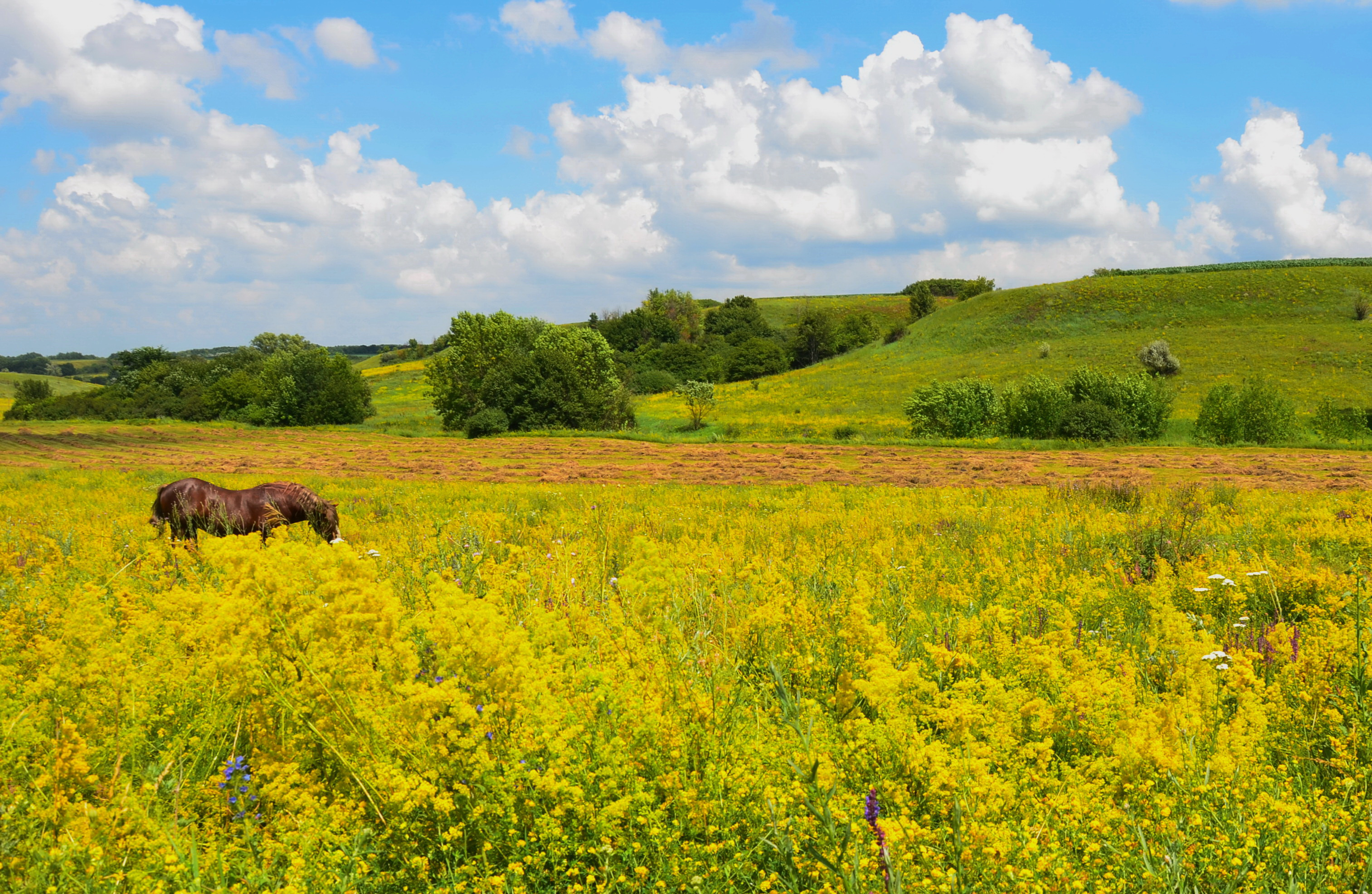
Июньские дни

В современную эпоху до 21 июня по григорианскому календарю солнце стоит в созвездии Тельца, с 21 июня — в созвездии Близнецов.

## История и этимология

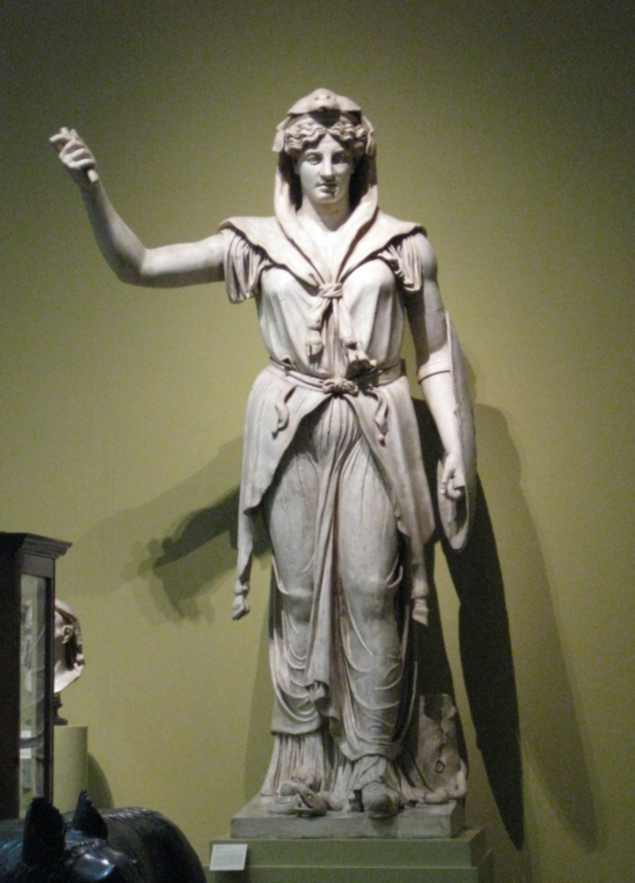
Статуя Юноны Соспиты

Римский поэт Овидий в своей книге «Фасты» предлагает два варианта этимологии названия месяца. Первая версия (на сегодня наиболее признанная) выводит именование июня (mensis Junonis) от римской богини Юноны, супруги Юпитера, совмещаемой с древнегреческой богиней Герой. Юнона покровительствовала браку и семейной жизни, так что считалось удачным выйти замуж в этом месяце. Вторая версия Овидия предполагает произведение названия июня от латинского слова iuniores, что означает «молодых (юных) людей», в отличие от maiores («старейшин»), в честь которых, будто бы назван предыдущий месяц май (Fasti VI.1-88).
Есть также мнение, что июнь получил имя Луция Юния Брута, первого римского консула.
Исторические европейские названия июня включают его древнегерманское обозначение Brachmonat, так как, при трёхпольной системе хозяйствования, в этот месяц обрабатывали поле, лежащее под паром (Brachfeld). В древнерусском календаре (до утверждения христианства) месяц назывался изок (что по-славянски означает «кузнечик»), в народных месяцесловах также — разноцвет, скопидом, хлеборост, светозар.
Название июня (в церковных книгах — иуний) перешло к нам из Византии.
В римско-католической церкви июнь месяц посвящён Спасителю: везде совершаются службы «сердцу Иисуса».

## На других языках

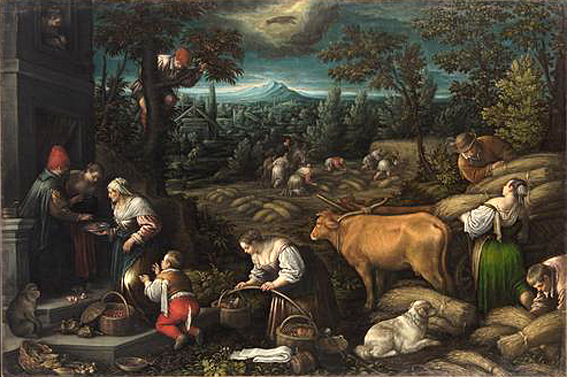
«Июнь» (картина Леандро Бассано, 1595/1600 гг.)

В большинстве языков Европы название июня соответствует латинской традиции. Однако есть несколько исключений.
На финском языке месяц называется kesäkuu, буквально «летний месяц»; первоначальный смысл наименование взяло от финского слова kesanto — поле, оставленное под паром, которое вспахивали в июне. Название «июнь» происходит не от слова «kesä», которое означает «тёплый сезон», а от слова «kesä», которое означает пар на финских юго-западных диалектах. Залежное поле впервые вспахали в июне. Слово suvi означает тёплое время года на юго-западных диалектах. Латинское название июня, Junius, происходит от имени римской богини Юноны. Жена Юпитера Юнона была покровительницей брака, материнства и женщин.
Насекомое «червец», собираемое в это время для получения багряной краски, дало название июню в нескольких славянских языках: украинский — червень, белорусский — чэрвень, польский — czerwiec, чешский — červen.
На хорватском языке — lipanj, то есть «месяц липы».
Турецкое наименование месяца, Haziran, происходит от сирийского hazıran — «горячий».
На литовском языке называется birželis от слова beržas — «берёза».
В современных китайском и японском языках июнь обозначен как «шестой месяц».

## Праздники
1 июня

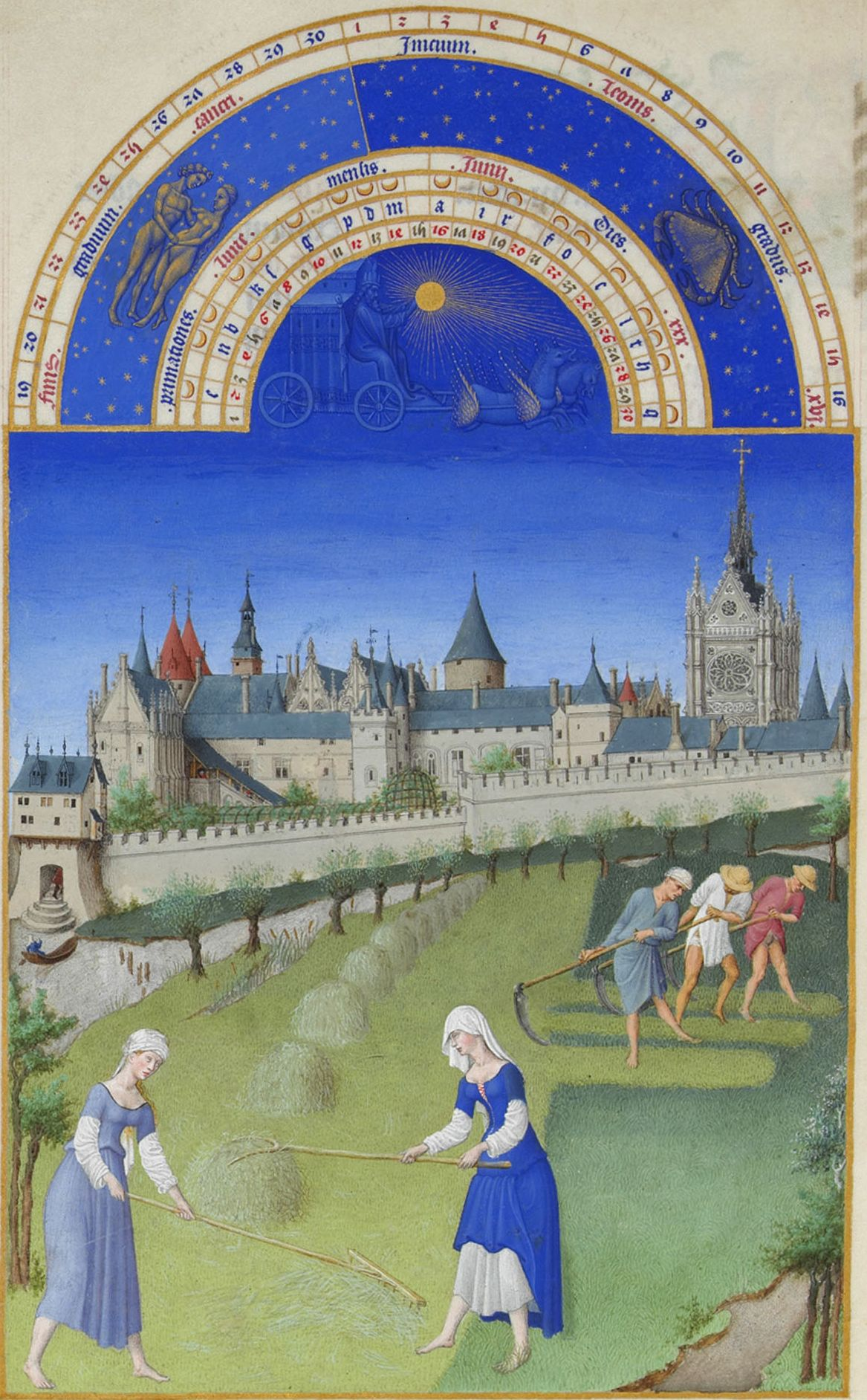
«Июнь» (Великолепный часослов герцога Беррийского, 1410—1490-е)

- Международный день защиты детей (с 1949 года).
- Багамские Острова — День труда.
- Камбоджа — День посадки деревьев.
- Кения — Мадарака — День Свободы в Кении.
- Китай — День ребёнка.
- Монголия — День матери и ребёнка.
- Палау — День президента.
- Россия — День Северного флота. День военно-транспортной авиации.
- Самоа — День Независимости.
- США, Теннесси — День государственности.
- Тунис — День Конституции.

2 июня
- Азербайджан — День гражданской авиации.
- Италия — День Республики (с 2000 года).
- Болгария — День Христо Ботева, или День памяти борцов, павших за свободу страны в борьбе против османских поработителей.
- Россия — День здорового питания и отказа от излишеств в еде.
- Таиланд — Фестиваль Ананаса.

3 июня
- Австралия — День Мабо.
- Намибия — День Намибийских вооружённых сил.
- США — День памяти конфедератов (шт. Теннесси).
- Уганда — День мучеников
- Черногория — День независимости.
- Русская православная церковь — Почитание Владимирской иконы Божией Матери.
- Русская православная церковь — День равноапостольных царя Константина и матери его царицы Елены.

4 июня
- ООН — Международный день невинных детей — жертв агрессии.
- Ботсвана — День Содружества.
- Ингушетия — День образования Республики (с 1992 года).
- Казахстан — День государственных символов.
- Кыргызстан — День поминовения.
- Молдова — День банковского работника.
- США — День семьи.
- США,Алабама — День Джефферсона Дэвиса.
- Тонга — День независимости.
- Финляндия — День Оборонительных сил.
- Эстония — День флага.

5 июня
- Всемирный день окружающей среды.
- ООН — Всемирный день окружающей среды.
- Азербайджан — День мелиоратора.
- Дания — День Конституции (Национальный день).
- Дания — День Отца.
- Ирландия — Июньский праздник.
- Колумбия — День Благодарения.
- Сейшельские Острова — День освобождения.
- Ямайка — День Ямайки.

6 июня
- Россия — День русского языка (с 2011 года).
- Россия — Пушкинский день.
- ООН — День русского языка.
- Республика Корея — День памяти[кор.].
- Украина — День журналиста (с 1994 года).
- Швеция — Национальный день Швеции (с 1983 года).
- Швейцария — День любви.

7 июня
- Дания, День рождения Принца Йоахима.
- Испания, День Республики.
- Кыргызстан; День финансовых и экономических работников.
- Мальта, День мучеников.
- Норвегия, День провозглашения независимости.
- День Русской православной церкви — Третье обретение честной главы святого Пророка, Предтечи и Крестителя Господня Иоанна.

8 июня
- Всемирный день океанов (с 2009 года).
- Россия — День социального работника (с 2000 года).
- Карелия — День Республики (с 1920 года).

9 июня
- Международный день аккредитации.
- Южная Америка,  Уругвай — День южноамериканского футбола[9].
- Бразилия — День Апостола Бразилии Жозе ди Аншиеты.
- Ирландия — День святого Колумба Ирландского.
- Италия — Древнеримский праздник Весталии.
- США,Оклахома — День пожилых.
- Уганда — День героев.

10 июня
- Иордания — День арабской армии.
- Молдова — День пограничника.
- Португалия — День Португалии — День Камоэнса.
- Япония — День часов.

11 июня
- США,Гавайи — День Камехамехи, праздник в честь первого короля Гавайев.
- Австралия — День рождения королевы.
- Дания — День рождения Принца Хенрика.
- Католичество — День святого апостола Варнавы.

12 июня
- Россия — День России
- Бразилия — День влюблённых.
- Парагвай — День мира.
- Филиппины — День независимости.
- Финляндия — День Хельсинки.
- Украина — День работника фондового рынка.

13 июня
- Казахстан — День Комитета национальной безопасности Казахстана.
- Кыргызстан — День поминовения.
- Китай/Тибет — День всех святых.
- Португалия — День Святого Антония.

14 июня
- ООН — Всемирный день донора крови.
- Россия — День работников миграционной службы (с 2007 года).
- Афганистан — День матери.
- Латвия  Эстония — День памяти жертв коммунистических репрессий.
- Литва — День траура и надежды.
- Парагвай — День мира.
- США — День американского флага.
- Россия — День основания Севастополя.

15 июня
- Армения — День национального флага Армении.[источник не указан 4777 дней]
- Азербайджан — День национального спасения.
- Дания — День Короля Вальдемара II и День Датского флага.
- Коста-Рика — День посадки деревьев.
- Кыргызстан — День работника противопожарной службы.
- Республика Корея — День сельского хозяйства.
- Япония — Фестиваль Санно Мацуи.

16 июня
- Международный день солидарности с борющимися народами Южной Африки.
- День защиты детей Африки (с 1991 года).
- Ирландия — Праздник «Блумсдэй».
- Южно-Африканская РеспубликаЮАР — День молодёжи.
- СССР — День рождения МДЦ «Артек».

17 июня
- ООН — Всемирный день борьбы с опустыниванием и засухой.
- Армения — День авиации.
- Греция — День пар.
- Индонезия — День детей.
- Исландия — День независимости (день провозглашения республики).
- Кыргызстан — День работников водного хозяйства.
- Румыния — День национальной авиации.
- США — День Банкер-хилла (Массачусетс).
- Япония — Гион Мацури, ежегодный фестиваль (Киото)

18 июня
- Азербайджан День прав человека.
- Аргентина — День флага.
- Египет — День эвакуации. Совмещается с древнеегипетским праздником Нила.
- Сейшельские Острова — День конституции.
- День памяти святого князя Феодора Ярославича Новгородского.
- Зороастризм — Хаурват.

19 июня
- Алжир, День революции.
- Кувейт, День независимости.
- США, День освобождения рабов.
- США, штат Техас, День эмансипации.
- Тринидад и Тобаго, День труда.
- Уругвай, День рождения Хосе Артигаса.

20 июня
- ООН, — Всемирный день беженцев
- Всемирный день защиты слонов в зоопарках
- Азербайджан, День работников газового хозяйства[10].
- Аргентина, День национального флага.
- Сенегал, День независимости.
- Узбекистан, День суверенитета.

21 июня
- Международный день скейтбординга.
- Россия — День кинологических подразделений МВД РФ[11].
- Россия  Финляндия — День Иван Купала[12].
- Якутия, Ысыах — Традиционная встреча лета, или Якутский Новый год.
- Дания  Гренландия — Национальный день.
- Канада — Национальный день аборигенов.
- США — День Нью-Гэмпшира.
- Китайская Республика — Праздник лодок.
- Татарстан — Сабантуй.
- Франция — Праздник музыки[13].

22 июня
- Россия  СНГ — День памяти и скорби. День начала Великой Отечественной войны. 1941 г.
- Республика Конго — День армии.
- Сальвадор — День учителя.
- Гаити — День Президента.
- Хорватия — День антифашистской борьбы.
- Антарктика — День зимнего солнцестояния — праздник «день середины зимы».
- Зороастризм — Вайю[14].
- Индуизм — Пандава Нирджала Экадаши (Pandava Nirjala Ekadashi. В этот экадаши, один раз в году, должно отказаться и от пищи и от воды).[15].

23 июня
- ООН, День государственной службы Организации Объединённых Наций.
- Международный Олимпийский День.
- Латвия, День Лиго (Līgo).
- Люксембург, День (рождения) Великого герцога.
- Испания, праздник Святого Хуана (кульминация — ночь на 24 июня).
- Казахстан, День казахстанской полиции[16].
- Молдова, День провозглашения суверенитета.
- Сингапур, Hari Raya Haji.
- Украина, День государственной службы.
- Эстония, День победы.
- Собор Сибирских святых.

24 июня
- Россия — День Парада Победы 1945 года.
- Чувашия — День республики Чувашия (с 1995 года).
- Канада  Квебек — Национальный праздник Квебека[17] и одновременно праздник франкоканадцев.
- Латвия  Эстония — Янов день
- Перу  Боливия  Эквадор — Инти Райми и День индейцев[18].
- Финляндия — День финского флага[19].
- Шотландия — День независимости[20].
- Эквадор — Сан-Хуан Баутиста[21] и День Симона Боливара-Освободителя[22].
- Католичество — Рождество Иоанна Крестителя.

25 июня
- Россия — День моряка (День мореплавателя)[23].
- Россия — День дружбы и единения славян[24].
- Китай  Китайская Республика — Фестиваль дракона.
- Мозамбик — День независимости.
- Словения — День государственности[25].
- Украина — День таможенной службы[26].
- Филиппины — День посадки деревьев.
- Хорватия — День независимости[27].

26 июня
- ООН, — Международный день в поддержку жертв пыток (с 1997 года).
- ООН, — Международный день борьбы со злоупотреблением наркотическими средствами и их незаконным оборотом (с 1987 года).
- Азербайджан — День вооружённых сил Азербайджана.
- Беларусь — День работников прокуратуры.
- Мадагаскар — День независимости.
- Румыния — День национального флага.
- Таиланд — Азала Пуйя.
- ЮАР — День борьбы за свободу Южной Африки.

27 июня
- Всемирный день рыболовства[28].
- Россия — День молодёжи (с 1958 года).
- Южная Осетия — День молодёжи[29].
- Вьетнам — Тэт Доаннго[30].
- Джибути — День независимости.
- Канада — День национального гимна.
- Таджикистан — День национального примирения[31].
- Узбекистан — День работников печати[32]

28 июня
- Казахстан — День журналистики республики[33].
- Польша — День Познанского июня 1956 года — польский государственный праздник.
- Украина — День Конституции.
- Сербия — Видов дан. Сербская православная церковь.

29 июня
- Россия — День партизан и подпольщиков.
- Венесуэла  Колумбия  Коста-Рика  Мальта  Перу  Чили  Испания, Рим, Сан-Паулу — Винная битва.
- Сейшельские Острова — День независимости.
- Католичество — День Святых Петра и Павла[34].

30 июня
- Беларусь — День экономиста.
- Узбекистан — День молодёжи
- Азербайджан — День влюблённых[35].
- Гватемала — День армии.
- Дания — День рождения Принцессы Александры.
- Демократическая Республика Конго — День независимости.
- Сальвадор — Банковский праздник.
- Судан — День революции.

«Скользящие» даты
- США Первая пятница июня — Национальный день пончика.
- Россия Первое воскресенье июня — День мелиоратора
- Россия Второе воскресенье июня — День работников лёгкой промышленности.
- Россия Третье воскресенье июня — День медицинского работника.
- Россия Последняя суббота июня — День изобретателя и рационализатора (Россия).
- Беларусь Последняя суббота июня — День изобретателя и рационализатора (Белоруссия).
- СССР Последнее воскресенье июня — День советской молодёжи.